# Henry Sy
Henry Tan Chi Sieng Sy Sr. (施至成S, Shī ZhìchéngP; Xiamen, 15 ottobre 1924 – Makati, 19 gennaio 2019) è stato un imprenditore cinese naturalizzato filippino.
Miliardario, per undici anni sino alla morte, è stato nominato uomo più ricco delle Filippine dalla rivista Forbes. Alla sua morte il patrimonio netto fu stimato in 19 miliardi di dollari.

## Biografia
Nativo della Cina, all'età di 12 anni si trasferì con la famiglia nelle Filippine. Dopo la seconda guerra mondiale la famiglia decise di tornare in Cina,  ma Sy rimase nelle Filippine dove completò l'istruzione secondaria in un istituto ora noto come Chiang Kai Shek College  a Tondo, Manila, e conseguì la laurea in studi commerciali presso l'Università dell'Estremo Oriente nel 1950. A scuola, imparò l'inglese e il tagalog. Sy divenne un direttore di negozio lavorando per un'azienda americana coinvolta nell'industria calzaturiera locale nelle Filippine; aprì il suo primo negozio a Quiapo, Manila nel 1948. Aprì in seguito almeno tre negozi di scarpe nella zona di Carriedo, allora nota per il suo intenso traffico pedonale. La decisione di vendere scarpe fu dovuta alle perdite che la famiglia subì nella seconda guerra mondiale pensando che tutti avrebbero avuto bisogno di scarpe dopo le conseguenze della guerra.
Vendette stivali G.I. in eccesso e salvò le finanze prima di fondare ShoeMart nel 1958, il suo piccolo negozio di scarpe a Quiapo, che segnò l'inizio di SM Prime. In seguito incontrò difficoltà nell'approvvigionamento di scarpe a livello locale e decise di importare scarpe dall'estero.
Sy è stato coinvolto nel settore bancario quando ha acquisito Acme Savings Bank (in seguito ribattezzato Banco de Oro o BDO) nel 1967.
Nel novembre 1972, ha aperto SM Quiapo, il primo grande magazzino autonomo di SM, e ha affidato a sua figlia Teresita di 22 anni la direzione del negozio.  L'8 novembre 1985, ha fondato il suo primo SM Supermall, SM City North EDSA.  Nei primi anni 1990, SM ha iniziato ad aprire più centri commerciali con la creazione di due centri commerciali a Metro Manila e un centro commerciale solitario a Cebu City. SM Prime Holdings è stata costituita nel 1994 ed è diventata pubblica.
Sy è stato nominato "Uomo più ricco dell'anno" dal Makati Business Club nel 1999 e gli è stato conferito un dottorato onorario in Business Management dall'Università De La Salle nel gennaio dello stesso anno. Lui e sua moglie hanno fondato la SM Foundation Inc., che aiuta i giovani svantaggiati, i disabili e gli anziani. Ha stabilito una presenza commerciale nella Cina continentale quando il Gruppo SM ha aperto il suo primo centro commerciale nella sua nativa Xiamen. Altri centri commerciali sono stati successivamente istituiti in altre parti della Cina meridionale.
Aprì quindi negli anni cinquanta a Manila un piccolo negozio in cui produceva scarpe su misura per le persone del posto. Nel corso dei decenni successivi fu capace di trasformare tale attività nella SM Investments, conglomerato a sua volta comprendente la SM Prime Holdings, la principale catena di centri commerciali in tutto il paese.
Nell'agosto 2005, la partecipazione di Sy nella San Miguel Corporation, il più grande conglomerato alimentare e delle bevande del sud-est asiatico, ha raggiunto l'11%.  Ha venduto quella partecipazione nell'ottobre 2007 per 680 milioni di dollari.
La holding di Sy, SM Investments (nota anche come SM Group), è stata spesso nominata come una delle società meglio gestite nelle Filippine. SM Investments è l'operatore del Banco de Oro (BDO) e proprietario di Chinabank. Nel 2006, Sy ha acquistato il restante 66% di Equitable PCI Bank, il terzo più grande finanziatore delle Filippine, e l'ha fusa in BDO l'anno successivo. La transazione ha trasformato BDO nella seconda più grande società finanziaria del paese.
Era l'uomo più ricco delle Filippine, guadagnando 5 miliardi di dollari nel 2010, in mezzo alla crisi finanziaria globale. L'enorme guadagno è dovuto alla sua holding, SM Investments, che ha interessi in BDO, tra l'altro.
Nel 2017, Sy si è dimesso da presidente di SM Investments Corporation e ha ricevuto il titolo onorifico di presidente emerito. Jose Sio lo ha sostituito alla presidenza.

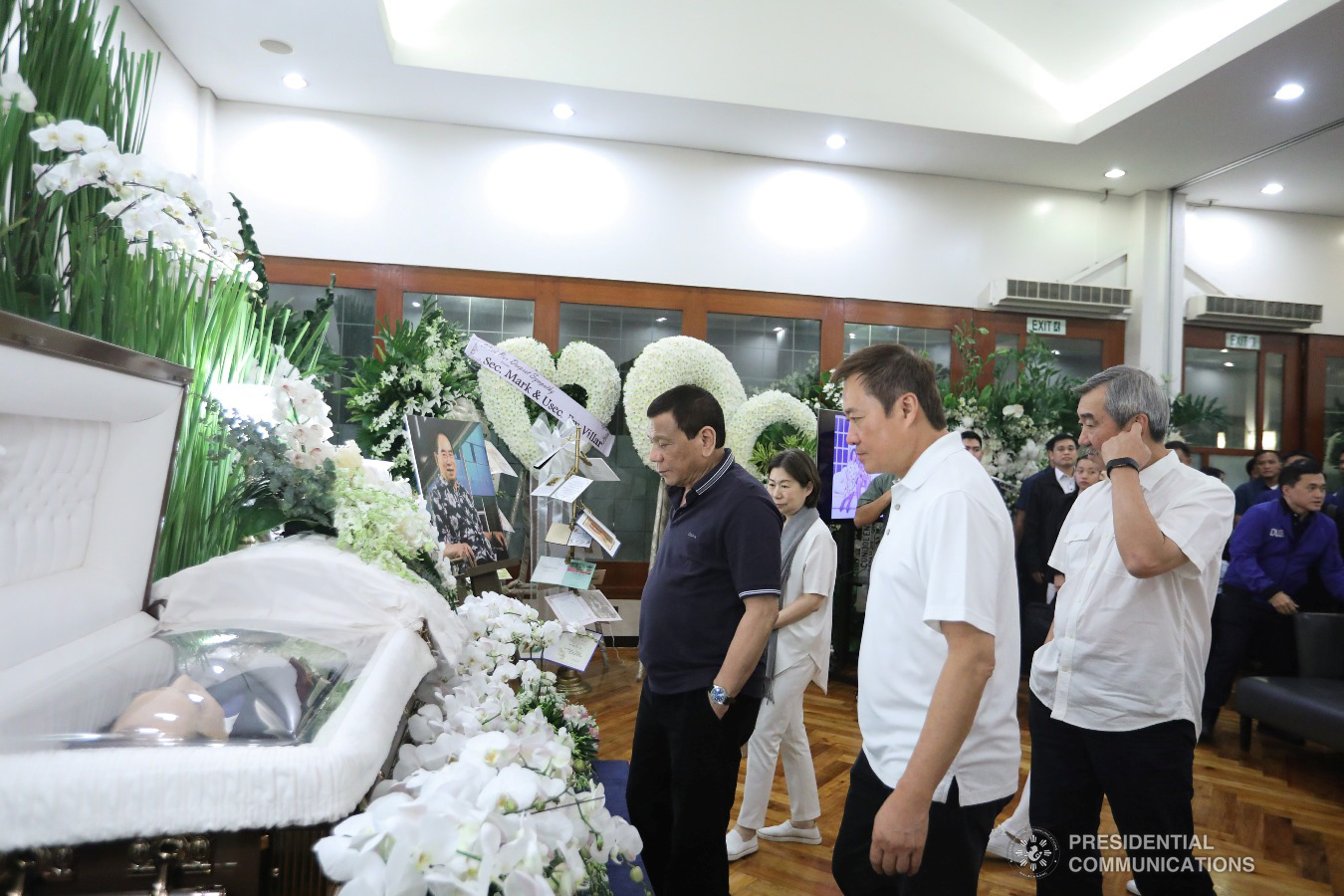
Il presidente delle Filippine Rodrigo Duterte rende l'ultimo omaggio, 20 gennaio 2019

### La morte
Sy morì nel sonno nel gennaio 2019 all'età di 94 anni nella sua casa di Forbes Park, Makati. Fu sepolto nell'Heritage Memorial Park a Taguig.

## Vita privata
Sy era sposato con Felicidad Tan, una venditrice di lacci da scarpe. La coppia ha avuto sei figli: Teresita, Elizabeth, Henry Jr., Hans, Herbert e Harley. Teresita e Henry Jr. sono vicepresidenti di SM Investments, sotto la presidenza di Jose Sio, a lungo vice di Henry Sr. Harley e direttore esecutivo di SM.